# Copa de Bélgica
La Copa de Bélgica (en francés, Coupe de Belgique; en neerlandés, Beker van België), llamada por motivos de patrocinio Croky Cup, es el principal torneo por eliminatoria directa de fútbol en Bélgica, dirigida por la Real Federación Belga de Fútbol. La competición se organizó extraoficialmente por primera vez en 1908 como un torneo de selecciones provinciales llamado "Copa de las Provincias de Bélgica", el torneo fue ganado por el representativo de Flandes Occidental que derrotó al equipo de la Provincia de Amberes por 6-2. Al año siguiente en 1909, la provincia de Amberes venció a la de Brabante por 5-2. Luego, la copa fue suspendida y se reanudó después de dos años con la disputa de la primera edición oficial en 1912.
El Estadio Rey Balduino anteriormente llamado Estadio de Heysel en la ciudad de Bruselas alberga la final de la copa desde 1954.
El equipo campeón recibe el trofeo, y accede a la cuarta ronda de clasificación de la Liga Europea de la UEFA y el derecho a disputar la Supercopa de Bélgica con el campeón de la Liga de Bélgica.
El club de copa más exitoso es el Club Brujas, con 12 copas belgas en su poder, seguido del RSC Anderlecht con 9.

## Sistema de competición
El sistema es a eliminatorias directas, en todas las rondas excepto en cuartos y semifinales, rondas en las cuales se juega a doble partido, y la final se juega a un solo partido, en estadio neutral. Primero inician los clubes de las divisiones inferiores para dar paso a los que juegan en la división superior.
Participan 358 clubes (exceptuando filiales) de las cinco primeras categorías del fútbol belga (Primera, Segunda, División Nacional 1, División 2 y División 3 más algunos clubes de los niveles provinciales).

## Palmarés
| Temporada | Campeón                 | Resultado          | Finalista             | Sede de la final                        |
| --------- | ----------------------- | ------------------ | --------------------- | --------------------------------------- |
| 1912      | Racing Club Bruxelles   | 1 - 0              | Racing Club de Gand   | Estadio Daring de Bruxelles, Bruselas   |
| 1913      | Union Saint-Gilloise    | 3 - 2              | Cercle Brugeois       | Estadio Rue de Forest, Bruselas         |
| 1914      | Union Saint-Gilloise    | 2 - 1              | Club Brugge           | Estadio Racing de Bruxelles, Bruselas   |
|           | 1915-1926 no se celebró |                    |                       |                                         |
| 1927      | Cercle Brugeois         | 2 - 1              | Tubantia FAC          | Estadio Union Saint-Guilloise, Bruselas |
|           | 1928-1934 no se celebró |                    |                       |                                         |
| 1935      | Daring Club Bruxelles   | 3 - 2              | K Lyra                | Stade Joseph Marien, Bruselas           |
|           | 1936-1953 no se celebró |                    |                       |                                         |
| 1953-54   | Standard de Lieja       | 3 - 1              | KRC Mechelen          | Estadio de Heysel, Bruselas             |
| 1954-55   | Royal Antwerp           | 4 - 0              | Waterschei Thor Genk  | Estadio de Heysel, Bruselas             |
| 1955-56   | RRC Tournaisien         | 2 - 1              | RCS Verviétois        | Estadio de Heysel, Bruselas             |
|           | 1957-1963 no se celebró |                    |                       |                                         |
| 1963-64   | ARA La Gantoise         | 4 - 2              | KFC Diest             | Estadio de Heysel, Bruselas             |
| 1964-65   | RSC Anderlecht          | 3 - 2              | Standard de Lieja     | Estadio de Heysel, Bruselas             |
| 1965-66   | Standard de Lieja       | 1 - 0              | RSC Anderlecht        | Estadio de Heysel, Bruselas             |
| 1966-67   | Standard de Lieja       | 3 - 1              | KV Mechelen           | Estadio de Heysel, Bruselas             |
| 1967-68   | Club Brujas             | 1 - 1 (8 - 6 pen.) | Beerschot VAV         | Estadio de Heysel, Bruselas             |
| 1968-69   | Lierse SK               | 2 - 0              | Racing White          | Estadio de Heysel, Bruselas             |
| 1969-70   | Club Brujas             | 6 - 1              | Daring Club Bruxelles | Estadio de Heysel, Bruselas             |
| 1970-71   | Beerschot VAV           | 2 - 1              | Sint-Truidense VV     | Estadio de Heysel, Bruselas             |
| 1971-72   | RSC Anderlecht          | 1 - 0              | Standard de Lieja     | Estadio de Heysel, Bruselas             |
| 1972-73   | RSC Anderlecht          | 2 - 1              | Standard de Lieja     | Estadio de Heysel, Bruselas             |
| 1973-74   | KSV Waregem             | 4 - 1              | KSK Tongeren          | Estadio de Heysel, Bruselas             |
| 1974-75   | RSC Anderlecht          | 1 - 0              | Royal Antwerp         | Estadio de Heysel, Bruselas             |
| 1975-76   | RSC Anderlecht          | 4 - 0              | Lierse SK             | Estadio de Heysel, Bruselas             |
| 1976-77   | Club Brujas             | 4 - 3              | RSC Anderlecht        | Estadio de Heysel, Bruselas             |
| 1977-78   | KSK Beveren             | 2 - 0              | RSC Charleroi         | Estadio de Heysel, Bruselas             |
| 1978-79   | Beerschot VAV           | 1 - 0              | Club Brujas           | Estadio de Heysel, Bruselas             |
| 1979-80   | Waterschei Thor Genk    | 2 - 1              | KSK Beveren           | Estadio de Heysel, Bruselas             |
| 1980-81   | Standard de Lieja       | 4 - 0              | KSC Lokeren           | Estadio de Heysel, Bruselas             |
| 1981-82   | Waterschei Thor Genk    | 2 - 0              | KSV Waregem           | Estadio de Heysel, Bruselas             |
| 1982-83   | KSK Beveren             | 3 - 1              | Club Brujas           | Estadio de Heysel, Bruselas             |
| 1983-84   | KAA Gent                | 2 - 0              | Standard de Lieja     | Estadio de Heysel, Bruselas             |
| 1984-85   | Cercle Brugge           | 1 - 1 (5 - 4 pen.) | KSK Beveren           | Estadio Constant Vanden Stock, Bruselas |
| 1985-86   | Club Brujas             | 3 - 0              | Cercle Brugge         | Estadio Jan Breydel, Brujas             |
| 1986-87   | KV Mechelen             | 1 - 0              | RFC Lieja             | Estadio Constant Vanden Stock, Bruselas |
| 1987-88   | RSC Anderlecht          | 2 - 0              | Standard de Lieja     | Estadio de Heysel, Bruselas             |
| 1988-89   | RSC Anderlecht          | 2 - 0              | Standard de Lieja     | Estadio de Heysel, Bruselas             |
| 1989-90   | RFC Lieja               | 2 - 1              | Germinal Ekeren       | Estadio de Heysel, Bruselas             |
| 1990-91   | Club Brujas             | 3 - 1              | KV Mechelen           | Estadio de Heysel, Bruselas             |
| 1991-92   | Royal Antwerp           | 2 - 2 (9 - 8 pen.) | KV Mechelen           | Estadio Jan Breydel, Brujas             |
| 1992-93   | Standard de Lieja       | 2 - 0              | RSC Charleroi         | Estadio Constant Vanden Stock, Bruselas |
| 1993-94   | RSC Anderlecht          | 2 - 0              | Club Brujas           | Estadio Maurice Dufrasne, Lieja         |
| 1994-95   | Club Brujas             | 3 - 1              | Germinal Ekeren       | Estadio Constant Vanden Stock, Bruselas |
| 1995-96   | Club Brujas             | 2 - 1              | Cercle Brugge         | Estadio Rey Balduino, Bruselas          |
| 1996-97   | Germinal Ekeren         | 4 - 2              | RSC Anderlecht        | Estadio Rey Balduino, Bruselas          |
| 1997-98   | KRC Genk                | 4 - 0              | Club Brujas           | Estadio Rey Balduino, Bruselas          |
| 1998-99   | Lierse SK               | 3 - 1              | Standard de Lieja     | Estadio Rey Balduino, Bruselas          |
| 1999-00   | KRC Genk                | 4 - 1              | Standard de Lieja     | Estadio Rey Balduino, Bruselas          |
| 2000-01   | KVC Westerlo            | 1 - 0              | Lommel SK             | Estadio Rey Balduino, Bruselas          |
| 2001-02   | Club Brujas             | 3 - 1              | Excelsior Mouscron    | Estadio Rey Balduino, Bruselas          |
| 2002-03   | RAA Louviéroise         | 3 - 1              | Sint-Truidense VV     | Estadio Rey Balduino, Bruselas          |
| 2003-04   | Club Brujas             | 4 - 2              | KSK Beveren           | Estadio Rey Balduino, Bruselas          |
| 2004-05   | Germinal Beerschot      | 2 - 1              | Club Brujas           | Estadio Rey Balduino, Bruselas          |
| 2005-06   | SV Zulte Waregem        | 2 - 1              | Excelsior Mouscron    | Estadio Rey Balduino, Bruselas          |
| 2006-07   | Club Brujas             | 1 - 0              | Standard de Lieja     | Estadio Rey Balduino, Bruselas          |
| 2007-08   | RSC Anderlecht          | 3 - 2              | KAA Gent              | Estadio Rey Balduino, Bruselas          |
| 2008-09   | KRC Genk                | 2 - 0              | KV Mechelen           | Estadio Rey Balduino, Bruselas          |
| 2009-10   | KAA Gent                | 3 - 0              | Cercle Brugge         | Estadio Rey Balduino, Bruselas          |
| 2010-11   | Standard de Lieja       | 2 - 0              | KVC Westerlo          | Estadio Rey Balduino, Bruselas          |
| 2011-12   | KSC Lokeren             | 1 - 0              | KV Kortrijk           | Estadio Rey Balduino, Bruselas          |
| 2012-13   | KRC Genk                | 2 - 0              | Cercle Brugge         | Estadio Rey Balduino, Bruselas          |
| 2013-14   | KSC Lokeren             | 1 - 0              | SV Zulte Waregem      | Estadio Rey Balduino, Bruselas          |
| 2014-15   | Club Brujas             | 2 - 1              | RSC Anderlecht        | Estadio Rey Balduino, Bruselas          |
| 2015-16   | Standard de Lieja       | 2 - 1              | Club Brujas           | Estadio Rey Balduino, Bruselas          |
| 2016-17   | SV Zulte Waregem        | 3 - 3 (4 - 2 pen.) | KV Oostende           | Estadio Rey Balduino, Bruselas          |
| 2017-18   | Standard de Lieja       | 1 - 0              | KRC Genk              | Estadio Rey Balduino, Bruselas          |
| 2018-19   | KV Mechelen             | 2 - 1              | KAA Gent              | Estadio Rey Balduino, Bruselas          |
| 2019-20   | Royal Antwerp           | 1 - 0              | Club Brujas           | Estadio Rey Balduino, Bruselas          |
| 2020-21   | KRC Genk                | 2 - 1              | Standard de Lieja     | Estadio Rey Balduino, Bruselas          |
| 2021-22   | KAA Gent                | 0 - 0 (4 - 3 pen.) | RSC Anderlecht        | Estadio Rey Balduino, Bruselas          |
| 2022-23   | Royal Antwerp           | 2 - 0              | KV Mechelen           | Estadio Rey Balduino, Bruselas          |
| 2023-24   | Union Saint-Gilloise    | 1 - 0              | Royal Antwerp         | Estadio Rey Balduino, Bruselas          |
| 2024-25   | Club Brujas             | 2 - 1              | RSC Anderlecht        | Estadio Rey Balduino, Bruselas          |

## Títulos por club
| Club                                   | Campeón | Finalista | Años campeón                                                           |
| -------------------------------------- | ------- | --------- | ---------------------------------------------------------------------- |
| Club Brujas                            | 12      | 8         | 1968, 1970, 1977, 1986, 1991, 1995, 1996, 2002, 2004, 2007, 2015, 2025 |
| RSC Anderlecht                         | 9       | 6         | 1965, 1972, 1973, 1975, 1976, 1988, 1989, 1994, 2008                   |
| Standard de Lieja                      | 8       | 10        | 1954, 1966, 1967, 1981, 1993, 2011, 2016, 2018                         |
| KRC Genk                               | 5       | 1         | 1998, 2000, 2009, 2013, 2021                                           |
| KAA Gent (ARA La Gantoise)             | 4       | 2         | 1964, 1984, 2010, 2022                                                 |
| Royal Antwerp FC                       | 4       | 2         | 1955, 1992, 2020, 2023                                                 |
| Union Saint-Gilloise                   | 3       | -         | 1913, 1914, 2024                                                       |
| Cercle Brugge                          | 2       | 5         | 1927, 1985                                                             |
| KV Mechelen                            | 2       | 5         | 1987, 2019                                                             |
| KSK Beveren †                          | 2       | 3         | 1978, 1983                                                             |
| Germinal Beerschot (Germinal Ekeren) † | 2       | 2         | 1997, 2005                                                             |
| Beerschot VAV †                        | 2       | 1         | 1971, 1979                                                             |
| Waterschei Thor Genk †                 | 2       | 1         | 1980, 1982                                                             |
| Lierse SK †                            | 2       | 1         | 1969, 1999                                                             |
| KSC Lokeren                            | 2       | 1         | 2012, 2014                                                             |
| SV Zulte Waregem                       | 2       | 1         | 2006, 2017                                                             |
| Daring Club de Bruxelles †             | 1       | 1         | 1935                                                                   |
| KSV Waregem †                          | 1       | 1         | 1974                                                                   |
| RFC Lieja (FC Liégeois)                | 1       | 1         | 1990                                                                   |
| KVC Westerlo                           | 1       | 1         | 2001                                                                   |
| Racing Club de Bruxelles               | 1       | -         | 1912                                                                   |
| RRC Tournaisien                        | 1       | -         | 1956                                                                   |
| RAA Louviéroise †                      | 1       | -         | 2003                                                                   |
| Excelsior Mouscron †                   | -       | 2         | -----                                                                  |
| RSC Charleroi                          | -       | 2         | -----                                                                  |
| Sint-Truidense VV                      | -       | 2         | -----                                                                  |
| KFC Diest                              | -       | 1         | -----                                                                  |
| Lommel SK                              | -       | 1         | -----                                                                  |
| K. VV Lyra                             | -       | 1         | -----                                                                  |
| KRC Mechelen                           | -       | 1         | -----                                                                  |
| KSK Tongeren                           | -       | 1         | -----                                                                  |
| Racing White †                         | -       | 1         | -----                                                                  |
| Racing Club de Gand                    | -       | 1         | -----                                                                  |
| RCS Verviétois †                       | -       | 1         | -----                                                                  |
| Tubantia FAC                           | -       | 1         | -----                                                                  |
| KV Kortrijk                            | -       | 1         | -----                                                                  |
| KV Oostende                            | -       | 1         | -----                                                                  |

- † Equipo desaparecido.